# Catagramma hesperia
Catagramma hesperia är en fjärilsart som beskrevs av Perty 1830/34. Catagramma hesperia ingår i släktet Catagramma och familjen praktfjärilar. Inga underarter finns listade i Catalogue of Life.